# Nő kalappal
A Nő kalappal (La femme au chapeau) Henri Matisse francia festő alkotása, amely 1991 óta a San Francisco Museum of Modern Art gyűjteményének része.
A kép 1905-ben készült, Matisse feleségét, Amelie Noelie Parayre-t ábrázolja nagy kalapban. A festő élénk színek nagy foltjaival és energetikus ecsetvonásokkal vitte fel a vászonra az alkotást.
A festmény felső harmadát a kalap, alsó harmadát a ruha foglalja el, a nő arca a vászon középső részén kapott helyet. Teste oldalról látszik, arcát viszont a szemlélő felé fordítja, vörös hajából csak kevés tűnik elő. Szemöldöke felett zöld csík, amely valószínűleg a kalap árnyéka, arcán szürke, zöld, mályvaszín és sárga vonások, foltok.
A kalap kék karimája eltakarja a nőalak homlokát, tetején narancsszínű, zöld és kék gombócok, amelyek talán a fejfedőt díszítő virágokat vagy tollakat jelenítik meg. A nő a kor tipikus polgári ruházatát viseli kalappal, kesztyűvel, legyezővel. Amikor az alkotót arról kérdezték, milyen színű ruhában ült modellt felesége, Matisse az válaszoltaː „Természetesen feketébenǃ” A háttér kidolgozatlan, pasztellszínű foltokból áll össze.
Matisse a képpel – habár annak tárgya, vagyis egy nő kalapban, megszokott volt tőle – nemcsak a hagyományokkal, hanem saját addigi stílusával is szakítottː korábbi szabályos ecsetvonásai sokkal könnyedebbé, expresszívebbé, spontánabbá és szabadabbá váltak, és a kompozíció természetétől elütő, élénk, szinte rikító színeket vitt fel a vászonra. Matisse a vastag ecsetvonásokkal nem a részletek visszaadására törekedett, az arcvonások egyszerűsítésével szinte maszkszerűen jelenítette meg felesége portréját.
A Nő kalappal merész színei, amelyek a hagyományos palettát felváltották, az energia érzetét árasztották, és nagy lépést tettek a Vadakat később jellemző művészeti felfogás felé, amelyben a szín az érzéseket kifejező, nem pedig a kompozíció tárgyát minél pontosabban megjelenítő eszköz lett.
Matisse tehát nem önkényesen választotta ki a színeket, hanem arra törekedett, hogy azokat vigye vászonra, amelyekkel leginkább ki tudja fejezni az érzelmeket. A bátor, vibráló színek a portrén látható nő lelkiállapotát, nem külső jegyeit jelzik. Az intenzív zöld az arcon reprezentálhatja Amelie életerejét és talán féltékenységét, miközben a tüzes narancs-vörös, amely a kalapján látható, szenvedélyét és energiáját szimbolizálhatja. Matisse színválasztása és -használata érzelmi rezonanciával ruházta fel a festményt, emocionális szintet adva így a vizuálishoz.

## Fogadtatása
A festményt az 1905-ös párizsi őszi szalonban (Salon d'Automne) állították ki először, és a tárlat leginkább vitatott képe, egyben a 20. század első nagy modern képzőművészeti irányzata, a fauvizmus egyik elindítója lett.
A képet értetlenség és sokk fogadta a közönség és a hivatalos művészek részéről. A kritikusok durvának és barbárnak nevezték a bátor színhasználatot és elutasították a szokatlan festési technikát is; a képet befejezetlennek és vázlatszerűnek látták. Gertrude Stein, aki a kiállításon látta először a képet, azt írta az Alice B. Toklas önéletrajza című autobiográfiájában, hogy a festmény „felingerelte a közönséget, megpróbálták lekaparni róla a festéket”. A festményt Gertrude Stein és bátyja, Leo Stein ötszáz frankért vásárolta meg az alkotótól.
A festmény a Stein család San Francisco-i otthonában volt az 1950-es évekig, amikor Sarah és Michael Stein eladta a Haas családnak. Elise S. Haas 1990-ben elhunyt, és a Nő kalappal című festményt, 36 másik képpel, szoborral és egyéb modernista alkotással a San Francisco-i képzőművészeti gyűjteményre hagyta.